# Demarkationslinje

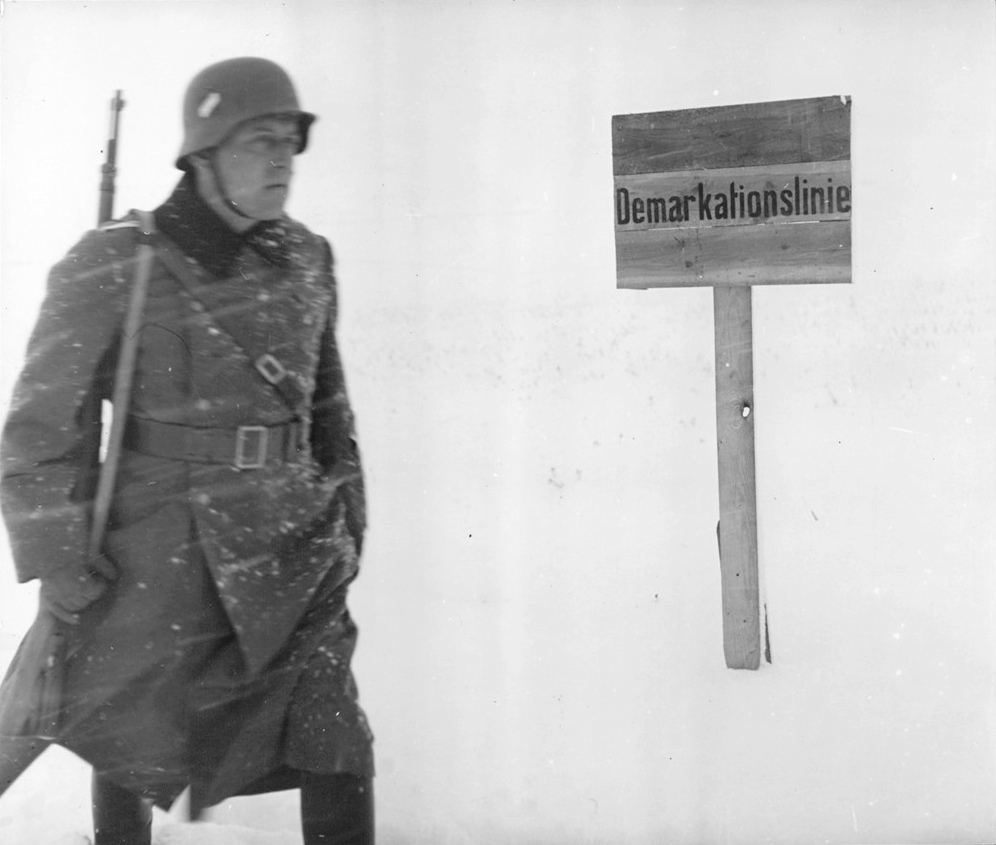
En tysk soldat patrullerar den demarkationslinje som upprättades mellan Nazityskland och Sovjetunionen efter invasionen av Polen.

Demarkationslinje är en exakt fastslagen gräns mellan exempelvis två stater som ingendera av de båda parterna får överträda med militära trupper. En demarkationslinje kan, men behöver inte, utgöras av en statsgräns. En statsgräns behöver inte heller vara en demarkationslinje eftersom staterna kan ha överenskommelser om olika former av allians. Demarkationslinje används också för att mer bildligt beteckna en starkt fastslagen, oöverträdbar linje.

## Exempel
- gräns mellan ockupationsmakterna i Tyskland och Österrike efter andra världskriget.
- gräns mellan Sydkorea och Nordkorea.
- gräns mellan östra och västra Beirut, den s.k. Gröna Linjen, under inbördeskriget i Libanon.
- gräns mellan Nazityskland och Sovjetunionen i Polen efter invasionen av Polen 1939.